# Victorinô Youn Kong-hi
Victorinô Youn Kong-hi (sinh 1924; tiếng Hàn:윤공희 빅토리노) là một Giám mục người Hàn Quốc của Giáo hội Công giáo Rôma. Ông nguyên là Tổng giám mục của Tổng giáo phận Gwangju, Giám mục chính tòa Giáo phận Suwon và Chủ tịch Hội đồng Giám mục Hàn Quốc. Ngoài ra, ông cũng tham dự ba trên bốn giai đoạncủa Công đồng Vaticanô II, với vai trò là một nghị phụ.

## Tiểu sử
Tổng giám mục Victorinô Youn Kong-hi sinh ngày 8 tháng 11 năm 1924 tại Chinnamp'o, Hàn Quốc. Sau quá trình tu học dài hạn tại các cơ sở chủng viện theo quy định của Giáo luật, ngày 20 tháng 3 năm 1950, Phó tế Youn Kong-hi, chưa đầy 26 tuổi, tiến đến việc được truyền chức linh mục.
Sau mười ba năm kinh nghiệm trong công tác mục vụ trên sứ linh mục, ngày 7 tháng 10 năm 1963, tin tức Tòa Thánh cho biết Giáo hoàng đã quyết định tuyển chọn linh mục Victorinô Youn Kong-hi làm giám mục, cụ thể là chức Giám mục chính tòa Giáo phận Suwon. Lễ tấn phong cho vị giám mục tân chức được cử hành cách gấp rút và trọng thể, với ba giáo sĩ cao cấp tham gia vào nghi thức truyền chức. Chủ phong cho vị tân chức là đương kim Giáo hoàng, Giáo hoàng Phaolô VI. Hai vị khác trong vai trò phụ phong là Tổng giám mục Pietro Sigismondi, Tổng Thư kí Thánh bộ Loan báo Phúc âm cho các Dân tộc và Tổng giám mục Sergio Pignedoli, Khâm sứ Tòa Thánh toàn vùng Tây và Trung Phi. Tân giám mục chọn cho mình khẩu hiệu:Pax Christi / 그리스도의 평화.
Sau khi được tấn phong giám mục, Giám mục Youn Kong-hi ở lại Vatican, tham dự nốt ba giai đoạn còn lại của Công đồng Vaticanô II, với vai trò là một nghị phụ. Mười năm trên cương vị người đứng đầu Giáo phận Suwon chấm dứt bằng quyết định của Tòa Thánh ấn kí, Giáo hoàng quyết định tuyển chọn và thăng Giám mục Youn làm Tổng giám mục Tổng giáo phận Gwangju. Sau hơn hai mươi bảy năm phục vụ trên cương vị người đứng đầu của Tổng giáo phận Gwangju, ông từ nhiệm theo quy định về tuổi tác theo Giáo luật và được Tòa Thánh chấp thuận vào ngày 30 tháng 11 năm 2010.
Ngoài các chức danh từ Tòa Thánh, ông còn kiêm nhiệm thêm vị trí Chủ tịch Hội đồng Giám mục Hàn Quốc trong hai khoảng thời gian khác nhau là năm 1967 đến năm 1970 và từ năm 1975 đến năm 1981.